# Nemobius karnyi
Nemobius karnyi är en insektsart som beskrevs av Lucien Chopard 1925. Nemobius karnyi ingår i släktet Nemobius och familjen syrsor. Inga underarter finns listade i Catalogue of Life.